# Biełkino (stacja kolejowa)
Biełkino (ros. Белкино) – stacja kolejowa w miejscowości Biełkino, w rejonie pytałowskim, w obwodzie pskowskim, w Rosji. Leży na linii dawnej Kolei Warszawsko-Petersburskiej.